# Dak-galbi
Dak-galbi (hangul: 닭갈비, "frango frito picante") é um prato sul-coreano popular feito com frango em cubos marinado em molho à base de gochujang com batata doce, repolho, folhas de perilla, cebolinha, tteok (bolo de arroz) e outros ingredientes. Em coreano, galbi significa costela e geralmente se refere a costelinhas refogadas ou grelhadas . O dak-galbi não é feito com costela de frango, porém seu nome é mais um apelido que o prato do pós-guerra ganhou. Muitos restaurantes dak-galbi têm pratos quentes redondos embutidos nas mesas. Folhas de alface e perilla são servidas como vegetais ssam (vegetais embrulhados).

## História e etimologia
Embora dak e galbi sejam traduzidos como "frango" e "costela", respectivamente, o termo dak-galbi não se refere a costela de frango.
Este prato foi desenvolvido na década de 1960 como pedaços de frango grelhado, que serviam como um acompanhamento anju para bebidas alcoólicas em pequenas tabernas nos arredores de Chuncheon. Ele substituiu os pratos gui comparativamente caros, grelhados no carvão. O dak-galbi se espalhou pelos principais distritos de Chuncheon, onde a indústria pecuária prosperava e oferecia ingredientes frescos sem necessidade de refrigeração. Por ser um prato relativamente barato servido em grandes porções, ganhou popularidade entre soldados e estudantes com orçamento limitado e ganhou o apelido de "galbi dos plebeus", ou "galbi de estudante universitário" na década de 1970.
O prato é uma especialidade local de Chuncheon e é frequentemente referido como "dak-galbi de Chuncheon". Um festival anual dedicado ao dak-galbi é realizado na cidade, onde também há um beco dak-galbi com um grande número de restaurantes dak-galbi.